# Caloncoba glauca
Caloncoba glauca là một loài thực vật có hoa trong họ Achariaceae. Loài này được (P. Beauv.) Gilg mô tả khoa học đầu tiên năm 1908.